# Mercurius Aulicus
Le Mercurius Aulicus était un hebdomadaire anglais publié à partir de février 1643 à Oxford et acquis au royalisme avant la Première Révolution anglaise. 

## Histoire
Le Mercurius Aulicus a été créé en février 1643 par George Digby, membre éminent du parti royaliste et conseiller du roi Charles Ier d'Angleterre. Il s'oppose au Mercurius Britannicus fondé lui en août 1643 par les républicains.
Le Mercurius Aulicus fut l'un des premiers journaux anglais à populariser l'idée du journalisme comme une manière de sensibiliser l'opinion publique. John Birkenhead, le rédacteur en chef, alimentait le journal grâce aux contacts de Digby. Imprimé à Oxford, la capitale des royalistes, proche des idées de William Laud (1573 – 1645), l'archevêque de Cantorbéry, il était vendu pour la somme d'un penny.